# Maxwell (labdarúgó)
Maxwell Scherrer Cabelino Andrade (Vila Velha, Brazília, 1981. augusztus 27.) brazil, ismertebb nevén Maxwell visszavonult brazil válogatott labdarúgó. Alapvetően bal oldali középpályásként játszott. de balhátvédként is bevethető volt.

## Pályafutása
Hazájában a Cruzeiro csapatát erősítette. 2001-ben Európába szerződött az Ajax-hoz. Itt négy szezont húzott le, mielőtt Olaszországba igazolt az Internazionale gárdájához 2006. január 2-án, de hivatalosan csak 2006 júliusában írta alá 4 éves szerződését. Az eddig eltelt időszakban az Empolinál tartózkodott kölcsönben, de mivel sérült volt egyszer sem lépett pályára.
2009-ben 4,5 millió euróért a Barcelonába igazolt. Kevesebb játéklehetőség miatt, 2012-ben aláírt a Carlo Ancelotti vezette Paris Saint-Germain csapatához.

## Sikerei, díjai
- Brazil kupa-győztes (2000)
- Holland bajnok (2002, 2004)
- Holland kupa-győztes (2002, 2006)
- Holland Szuperkupa-győztes (2002, 2005)
- Olasz bajnok (2007, 2008, 2009)
- Olasz Szuperkupa-győztes (2006, 2008)
- Spanyol Szuperkupa-győztes (2009, 2010, 2011)
- Spanyol bajnok (2010, 2011)
- Bajnokok Ligája-győztes (2011)
- Európai Szuperkupa-győztes (2009, 2011)
- Klub-VB aranyérmes (2009, 2011)
- Francia bajnok (2013, 2014, 2015)
- Francia kupa-győztes (2014, 2015)
- Francia Szuperkupa-győztes (2013, 2014)

## Külső hivatkozások
- Az Internazionale hivatalos honlapja Archiválva 2009. január 8-i dátummal a Wayback Machine-ben